# Боярышник вееролистный
Боярышник вееролистный, или Боярышник отогнуточашелистиковый (лат. Crataegus rhipidophylla) — растение семейства розовых, вид рода Боярышник. Растёт как на известняках, так и на гранитных или вулканических породах; один из немногих теневыносливых видов боярышника, произрастающих в затенённых частях сплошных лесов.

## Ботаническое описание
Листопадное дерево или кустарник высотой до 7(8) м, чаще 2—5 м. Ветви с пазушными колючками до 1 см длиной. Листья снизу заметно светлее. Нижние листья плодоносящих побегов сплошные, следующие за ними невнятно трёхлопастные, выше — с хорошо выявленными тремя лопастями, а верхние — 5-7-лопастные, с округлённо-ромбической огибающей. На бесплодных побегах листья лопастные или раздельные, с двухлопастными нижними сегментами. Цветки правильные, однодомные, двуполые, 5-лепестковые, бледно-розовые или почти белые, собраны в сложный щиток. Плоды удлинённо-эллипсоидные или почти цилиндрические, немного опушённые, сначала желтовато-бурые, позже — красные, с одной косточкой. Цветёт в мае — июне.
По сравнению с боярышником однопестичным (Crataegus monogyna), у боярышника вееролистного более крупные цветы, плоды и более декоративная листва. У боярышника вееролистного куполообразная крона, и он теневыносливее, чем боярышник однопестичный.

## Распространение
Боярышник вееролистный — субатлантический вид. Его ареал включает южную Скандинавию и Балтийский регион, Францию, Балканский полуостров, азиатскую часть Турции, Кавказ, Крым и Украину. Встречается он также и в средней полосе России в зоне широколиственных лесов и лесостепи.